# Microcharacidium
Microcharacidium és un gènere de peixos de la família dels crenúquids i de l'ordre dels caraciformes.

## Taxonomia
- Microcharacidium eleotrioides (Géry, 1960)[4]
- Microcharacidium geryi (Zarske, 1997)[5]
- Microcharacidium gnomus (Buckup, 1993)[6]
- Microcharacidium weitzmani (Buckup, 1993)[6][7][8][9][10][11][12][13]